# Naoki Sanda
Naoki Sanda (三田 尚希 Sanda Naoki?), född 16 augusti 1992 i Nagano prefektur, är en japansk fotbollsspelare.
Sanda började sin karriär 2015 i ReinMeer Aomori. 2017 flyttade han till FC Imabari. Efter FC Imabari spelade han för Vanraure Hachinohe och AC Nagano Parceiro.